# Merlin (pocisk)
Merlin – brytyjski moździerzowy przeciwpancerny pocisk samonaprowadzający.
W latach osiemdziesiątych XX wieku brytyjska firma British Aerospace opracowała 81 mm pocisk wystrzeliwany z brytyjskiego moździerza L16 kal. 81 mm.
Pocisk oparty jest na zasadzie „wystrzel i zapomnij” i służy do zabezpieczenia działań piechoty w konfrontacji z czołgami i transporterami przeciwnika. Uderzenie w pojazd przeciwnika następuje z góry, w najsłabiej bronioną część czołgu, a głowica kumulacyjna gwarantuje dużą przebijalność.
Pocisk jest podobny do innych pocisków moździerzowych kal. 81 mm, w związku z tym nie było potrzeby dokonywania żadnych zmian w konstrukcji moździerza L16.
Po wystrzeleniu pocisku automatycznie uruchamiana jest aparatura do wyszukiwania celu. Jest to aktywny radiolokator pracujący w zakresie fal milimetrowych, znajdujący się w przedniej części pocisku. Za radiolokatorem umieszczone są 4 stery aerodynamiczne, rozwijane na dalszej części trajektorii lotu pocisku. Za nim umieszczony jest blok elektroniki i zasilanie oraz głowica kumulacyjna z mechanizmem zabezpieczającym. W tylnej części pocisku znajduje się zespół brzechw stabilizujących. 
Dane taktyczno-techniczne pocisku:
- Kaliber: 81 mm
- Masa pocisku: 6,5 kg
- Długość pocisku: 0,90 m
- Maksymalny zasięg: 4000 m
- Obszar przeszukania radiolokatora: 300 × 300 m